# واکنش بوخرر–برگز
واکنش بوخرر–برگز (به انگلیسی: Bucherer–Bergs reaction) یک واکنش شیمیایی در شیمی آلی است که طی آن یک ترکیب شیمیایی دارای گروه عاملی کربونیل (کتون‌ها و آلدهیدها) یا سیانوهیدرین‌ها با آمونیوم کربنات یا پتاسیوم سیانید واکنش داده و تشکیل هیدانتوئین می‌دهد. این واکنش به افتخار شیمیدان آلمانی هانس تئودور بوخرر نام‌گذاری شده است.